# Аугустово (Гродзиський повіт)
Аугустово (пол. Augustowo) — село в Польщі, у гміні Веліхово Гродзиського повіту Великопольського воєводства.
Населення — 89 осіб (2011).
У 1975-1998 роках село належало до Познанського воєводства.

## Демографія
Демографічна структура станом на 31 березня 2011 року:
|          | Загалом | Допрацездатний вік | Працездатний вік | Постпрацездатний вік |
| -------- | ------- | ------------------ | ---------------- | -------------------- |
| Чоловіки | 39      | 4                  | 32               | 3                    |
| Жінки    | 50      | 13                 | 29               | 8                    |
| Разом    | 89      | 17                 | 61               | 11                   |